# Gare de Preglia
La gare de Preglia est une gare ferroviaire située sur le territoire de la commune italienne de Crevoladossola dans la province de Verbano-Cusio-Ossola, dans la région de Piémont.

## Situation ferroviaire
Établie à 331,2 mètres d'altitude, la gare d'Varzo est située au point kilométrique 3,83 de la ligne de Brigue à Domodossola, entre les gares de Gare de Varzo (en direction de Brigue) et de Domodossola.
La gare de Preglia est dotée de deux voies dont deux sont encadrées par deux quais latéraux. Il y a également une voie de service en impasse accessible en provenance de Domodossola.

## Service des voyageurs

### Accueil
Gare de Ferrovie dello Stato Italiane, elle est dotée d'un bâtiment voyageurs. La gare n'est pas accessible aux personnes à mobilité réduite et le passage d'un quai à l'autre se fait en traversant les voies par un passage souterrain.

### Desserte
La gare de Preglia a la particularité d'être uniquement desservie par des trains RegioExpress exploités par l'opérateur ferroviaire suisse BLS. Ces trains relient généralement Berne, Spiez ou Brigue à Domodossola et circulent toutes les heures ou toutes les deux heures suivant le moment de la journée : (Berne - Thoune - Spiez - Frutigen - Kandersteg - Goppenstein -) Brigue  - Iselle di Trasquera - Varzo - Preglia - Domodossola.

### Intermodalité
La gare de Preglia n'est en correspondance avec aucune autre ligne de transports en commun.